# Снежная королева (мюзикл)
«Сне́жная короле́ва» — новогодний фильм-мюзикл, снятый режиссёром Максимом Паперником в 2003 году по мотивам одноимённой сказки Ханса Кристиана Андерсена. Премьера состоялась на телеканалах «Интер» (Украина) и «Россия» (Россия).

## Сюжет
По задумке авторов, в новогоднем фильме-мюзикле есть всё, что описано Андерсеном в его знаменитой сказке «Снежная королева», но с атрибутами современного мира. Снежная королева — властная женщина, которая очаровывает юношу Кая и обещает сделать из него поп-звезду.

## О фильме
Съёмки велись совместными усилиями российского телеканала «Россия» и украинского «Интера». Режиссёром мюзикла стал украинский клипмейкер Максим Паперник, который привлёк для создания сценария команду КВН. Фильм снимался на Киностудии им. Довженко и в павильонах «Укртелефильма».
Главные роли достались известным эстрадным артистам. Снежную королеву и Кая сыграли Лайма Вайкуле и Николай Басков, а Герду — Кристина Орбакайте. Разбойников могли сыграть участники группы «Иванушки», но по настоянию музыкального продюсера Игоря Крутого, в этой роли выступила «Дискотека Авария».
Съёмки начались в ноябре 2003 года. Премьера мюзикла состоялась 1 января 2004 года на российском телеканале «Россия» и украинском телеканале «Интер».
На российском телевидении фильм выходил в сокращённом варианте — отсутствовали сцены с персонажами Натальи Могилевской и Таисии Повалий, и с другой версией вступительных титров.

## В ролях
| Персонаж                             | Актёр                                        |
| ------------------------------------ | -------------------------------------------- |
| Герда                                | Кристина Орбакайте                           |
| Кай                                  | Николай Басков                               |
| Снежная королева                     | Лайма Вайкуле                                |
| Фея цветов                           | София Ротару                                 |
| Ксена                                | Андрей Данилко                               |
| Карл                                 | Геннадий Хазанов                             |
| Клара                                | Клара Новикова                               |
| Атаман                               | Владимир Винокур                             |
| Разбойники                           | Алексей Серов Алексей Рыжов Николай Тимофеев |
| Мать Герды                           | Надежда Бабкина                              |
| Принцесса                            | Наталья Ветлицкая                            |
| Принц                                | Вадим Азарх                                  |
| Ингрид                               | Таисия Повалий                               |
| Продавщица хлопушек                  | Наталья Могилевская                          |
| Снеговики при дворе Снежной королевы | Анатолий Дяченко Владимир Горянский          |

## Песни
| №   | Название песни                | Автор музыки                                  | Автор слов         | Исполнитель                                  | Персонаж            |
| --- | ----------------------------- | --------------------------------------------- | ------------------ | -------------------------------------------- | ------------------- |
| 1.  | «Река»                        | Игорь Крутой                                  | Константин Арсенев | Надежда Бабкина                              | Мать Герды          |
| 2.  | «Это просто сон»              | Игорь Крутой                                  | Валерия Массква    | Кристина Орбакайте                           | Герда               |
| 3.  | «Снегопад»                    | Александр Ягольник                            | Александр Ягольник | Наталья Могилевская                          | Продавщица хлопушек |
| 4.  | «Северные девки»              | Игорь Крутой                                  | Константин Арсенев | Андрей Данилко                               | Ксена               |
| 5.  | «Ландыши»                     | Игорь Крутой                                  | Виктор Пеленягрэ   | София Ротару                                 | Фея цветов          |
| 6.  | «Только раз»                  | Игорь Крутой                                  | Виктор Пеленягрэ   | Лайма Вайкуле                                | Снежная королева    |
| 7.  | «Снип, снап, снуре»           | Игорь Крутой                                  | Доминик Джокер     | Геннадий Хазанов Клара Новикова              | Карл Клара          |
| 8.  | «Фонари»                      | Игорь Крутой                                  | Игорь Николаев     | Наталья Ветлицкая Вадим Азарх                | Принцесса принц     |
| 9.  | «Воздушный замок»             | Игорь Крутой                                  | Константин Арсенев | Николай Басков                               | Кай                 |
| 10. | «Банда»                       | Игорь Крутой Алексей Рыжов Александр Шевченко | Алексей Рыжов      | Алексей Серов Алексей Рыжов Николай Тимофеев | Разбойники          |
| 11. | «Не с тобой»                  | Игорь Крутой                                  | Валерия Массква    | Кристина Орбакайте                           | Герда               |
| 12. | «Кушай»                       | Игорь Крутой                                  | Евгений Муравьёв   | Владимир Винокур                             | Атаман              |
| 13. | «Замело»                      | Олег Харитонов                                | Валерия Серова     | Таисия Повалий                               | Ингрид              |
| 14. | «Когда прощаешься со сказкой» | Игорь Крутой                                  | Константин Арсенев | Кристина Орбакайте Николай Басков            | Герда Кай           |

### Комментарии
1. 1 2  В титрах указана как Лера Гуреева
2. ↑  В титрах указан как Апельсин